# Сва светлост коју не видимо (ТВ серија)
Сва светлост коју не видимо (енгл. All the Light We Cannot See) предстојећа је америчка телевизијска серија коју су развили Шон Ливи и Стивен Најт за Netflix. Темељи се на истоименом роману Ентонија Дора који је освојио Пулицерову награду. Главне улоге тумаче Арија Мија Лоберти, Марк Рафало и Хју Лори. Прати причу слепе француске тинејџерке по имену Мари-Лор и немачког војника по имену Вернер, чији се путеви укрштају у окупираној Француској током Другог светског рата.
Премијера ће бити приказана 2. новембра 2023. године.

## Премиса
Прати животе двоје тинејџера током Другог светског рата — Мари-Лор, слепу Францускињу и Вернера Фенига, немачког дечака који је приморан да се придружи и бори за нацистички режим.

## Улоге
| Глумац             | Улога               |
| ------------------ | ------------------- |
| Арија Мија Лоберти | Мари-Лор Леблан     |
| Марк Рафало        | Данијел Леблан      |
| Хју Лори           | Етјен Леблан        |
| Луис Хофман        | Вернер Пфениг       |
| Ларс Ајдингер      | Рајнхолд фон Римпел |

## Епизоде
| Бр. еп. | Наслов | Редитељ  | Сценариста  | Премијера         |
| ------- | ------ | -------- | ----------- | ----------------- |
| 1       | TBA    | Шон Ливи | Стивен Најт | 2. новембар 2023. |
| 2       | TBA    | Шон Ливи | Стивен Најт | 2. новембар 2023. |
| 3       | TBA    | Шон Ливи | Стивен Најт | 2. новембар 2023. |
| 4       | TBA    | Шон Ливи | Стивен Најт | 2. новембар 2023. |